# Lief
lief（リーフ）は、AIR-G'（FM北海道）で2009年4月1日から2013年3月28日まで、毎週月曜日から木曜日に放送されていたラジオ帯番組。

## 概要
2009年夏の聴取率調査では、当番組がたった2か月しか放送していないにもかかわらず、STVラジオの『ときめきワイド』に勝つという快挙を成し遂げている（『lief』2.5%に対して、『ときめきワイド』は2.3%）。

## 放送時間
現在
- 月 - 木曜日 13:00 - 15:55（2011年1月 - 現在）

「music air-stayG」開始に伴い縮小
過去
- 月 - 木曜日 11:30 - 15:49（2009年4月1日 - 2009年12月）
- 月 - 木曜日 11:30 - 15:55（2010年1月 - 2010年12月）

「いいあすスタイル」終了に伴い5分拡大。

## 出演

### メインパーソナリティ
- 北川久仁子　2009年4月 - 　
2010年8月から2010年12月まで産休のため一時降板

代役（月 - 水曜日）
- 寺田英夫、小坂紀絵（2010年8月2日 - 12月28日）

代役（木曜日）
月替わりの体制。
- 12月度：鈴木彩可（2010年12月2日 - 12月30日）
- 11月度：高山秀毅（2010年11月4日 - 11月25日）
- 10月度：DJ龍太（2010年10月7日 - 10月28日）
- 9月度：NILO（2010年9月2日 - 9月30日）
- 8月度：松尾亜希子（2010年8月5日 - 8月26日） - 後番組『Sparkle Sparkler』パーソナリティ。

### レポーター
- 石倉まりえ（月曜日）2011年1月 -
- 鈴木舞（火曜日） - 後番組『Sparkle Sparkler』にも出演。
- 鈴木彩可（水曜日）
- 八幡淳（木曜日）

## 過去の出演者
FUN FUNファクトリー（コーナーは「music air-stayG」で継続）
サッポロファクトリーからのレポート
- 屋木志都子
- 久我桜（月曜レポーター）2009年4月 - 2010年12月

## タイムテーブル

### 2011年1月から
- 13:00　オープニング
- 13:20

（水）Girls Golf Collection
（木）あなたはどっち? POKKA キレート☆ジェネレーション
- 13:26　ラディ・メルカート（FM Radio Shopping）
- 13:40　クニゲラー
- 13:45　万世閣T3 ティーキュービック（MC：野宮範子）
- 13:55　道新ヘッドラインニュース
- 14:05　ゲストコーナー
- 14:20　中継リポート
- 14:40　道路交通情報（日本道路交通情報センターのキャスターが担当）
- 14:55　SUZUKI HOME SONGS JFN制作

- 15:00　ラディ・メルカート（FM Radio Shopping）
- 15:05　New Smile
- 15:20　中継リポート（水）Feeling on the Wednesday

### 2010年12月まで

#### 第一部
- 11:30　オープニング
- 11:45　FUN FUN ファクトリー
- 11:55　道新ヘッドラインニュース
- 12:15　リポートタイム
- 12:30　ゲストゾーン
- 12:55　つながりレター
- 13:05　ラディ・メルカート（FM Radio Shopping）
- 13:10　（木）オリジナルミックス
- 13:20　
  - （月）ホワイトレディになろう!
  - （火）いただきリッコちゃん
  - （木）あなたはどっち? POKKA キレート☆ジェネレーション
- 13:35　アレサ!ナニサ?
2010年8月から一時期は名言洞

（ここまで第一部）
- 13:45　万世閣T3 ティーキュービック（MC：野宮範子）
- 13:55　道新ヘッドラインニュース

#### 第二部
- 14:10　リポートタイム
- 14:15　道路交通情報（日本道路交通情報センターのキャスターが担当）
- 14:40　（木）JUN・SPO!
- 14:45　ライジング・サン・ロックフェスティバル情報（2010年8月16日まで）
- 14:55　Japan Furusato Network
- 15:00　ラディ・メルカート（FM Radio Shopping）
- 15:10　New Smile
- 15:22　リポートタイム
  - （水）Feeling on the Wednesday
- 15:45　エンディング